# Conjo Wasilew
Conjo Dimitrow Wasilew (bułg. Цоньо Димитров Василев, ur. 7 stycznia 1952 w Tyrgowiszte  – zm. 2 czerwca 2015) – piłkarz bułgarski grający na pozycji obrońcy. W swojej karierze rozegrał 46 meczów w reprezentacji Bułgarii i strzelił 3 gole.

## Kariera klubowa
Swoją karierę piłkarską Wasilew rozpoczął w klubie Panajot Wołow Szumen. W sezonie 1969/1970 zadebiutował w nim w drugiej lidze bułgarskiej. W 1972 roku awansował z nim do pierwszej ligi, ale w 1973 roku spadł do drugiej.
Latem 1973 po spadku Panajotu Wołow Wasilew odszedł do CSKA Sofia. Wraz z CSKA czterokrotnie był mistrzem kraju w latach 1975, 1976, 1980 i 1981. W CSKA grał do końca sezonu 1980/1981. Następnie wrócił do Panajotu Wołow. Występował w nim do końca swojej kariery w drugiej lidze (do 1984 roku).

## Kariera reprezentacyjna
W reprezentacji Bułgarii Wasilew zadebiutował 4 lutego 1973 roku w wygranym 4:0 towarzyskim meczu z Indonezją. W 1974 roku został powołany do kadry na Mistrzostwa Świata w RFN. Na tym turnieju był podstawowym zawodnikiem Bułgarii i rozegrał trzy mecze: ze Szwecją (0:0), z Urugwajem (1:1) i z Holandią (1:4). Od 1973 do 1981 roku rozegrał w kadrze narodowej 46 meczów, w których strzelił 3 gole.